# Farrokhroo Parsa
Farrokhroo Parsa (pers. فرخ‌رو پارسا; zamiennie stosuje się także Farrokr Roo, bądź Farrokhrou) (ur. 1 stycznia 1922 w Komie, zm. 8 maja 1980) – irańska minister edukacji.

## Życiorys
Farrokhroo urodziła się 1 stycznia 1922 w rodzinie Farroch-Dina i Fachr-e Afagh. Jej matka, Fachr-e Afagh, była redaktorką w czasopiśmie dla kobiet Dżahan-e Zan (Świat Kobiety). Farrokhroo odebrawszy bardzo wszechstronne i bogate wykształcenie została nauczycielką biologii w Liceum im. Joanny d'Arc w Teheranie, gdzie jednym z jej uczniów był późniejszy szach Mohammad Reza Pahlawi. W 1963 roku zasiadła w Madżlisie, a w 1968 roku została ministrem edukacji. Była pierwszą kobietą w rządzie w historii Iranu. Bardzo zaciekle walczyła o równouprawnienie kobiet. Za swój aktywizm na rzecz emancypacji została rozstrzelana w 1980 w wyniku działania rewolucji kulturalnej reżimu duchownych (po przewrocie Chomeiniego). W ostatnim liście z więzienia napisała do swoich dzieci: Jestem lekarzem, więc nie czuję strachu przed śmiercią. Śmierć to tylko moment i nic więcej. Jestem przygotowana raczej przyjąć śmierć z otwartymi ramionami, niż żyć we wstydzie będąc zasłoniętą. Nie zamierzam się kłaniać tym, którzy oczekują ode mnie, że wyrażę żal za 50 lat moich starań na rzecz równouprawnienia pomiędzy kobietami a mężczyznami. Nie jestem przygotowana na założenie czadoru i krok wstecz w historii.